# Beth Allen
Elizabeth "Beth" Allen, född 28 maj 1984 i Auckland, är en nyzeeländsk skådespelare. Allen har skådespelat sedan 1993 och är förmodligen mest känd för sin roll som Amber i TV-serien The Tribe.
Allen har varit med i ett antal TV-reklamer, filmer, teateruppvisningar och TV-serier. Hennes första stora roll var i Cloud 9:s TV-serie The Legends of William Tell år 1998, där hon spelade prinsessan Vara. Hon har även haft en huvudroll i avsnittet "The Green Dress" i TV-programmet William Shatner's A Twist in the Tale år 1999 och gästroller i Xena - Krigarprinsessan, Power Rangers och Outrageous Fortune.  